# Loznica, Valjevo
Loznica (izvirno srbsko Лозница) je naselje v Srbiji, ki upravno spada pod Mesto Valjevo; slednja pa je del Kolubarskega upravnega okraja.
- Valjevska Loznica - Panorama
- Valjevska Loznica - Panorama
- Valjevska Loznica - Panorama
- Valjevska Loznica - Panorama
- Valjevska Loznica - Panorama
- Valjevska Loznica - Panorama
- Valjevska Loznica - Panorama
- Valjevska Loznica - Šola
- Valjevska Loznica - Panorama
- Valjevska Loznica - Panorama

## Demografija
V naselju živi 549 polnoletnih prebivalcev, pri čemer je njihova povprečna starost 44,5 let (42,9 pri moških in 46,2 pri ženskah). Naselje ima 224 gospodinjstev, pri čemer je povprečno število članov na gospodinjstvo 2,95.
To naselje je, glede na rezultate popisa iz leta 2002, večinoma srbsko, a v času zadnjih treh popisov je opazno zmanjšanje števila prebivalcev.
|  |

| Demografija | Demografija     | Demografija     |
| Leto        | Št. prebivalcev | Št. prebivalcev |
| ----------- | --------------- | --------------- |
|             |                 |                 |
|             |                 |                 |
|             |                 |                 |
|             |                 |                 |
| 1948        | 1194            |                 |
| 1953        | 1203            |                 |
| 1961        | 1082            |                 |
| 1971        | 897             |                 |
| 1981        | 826             |                 |
| 1991        | 737             | 713             |
| 2002        | 665             | 660             |
|             |                 |                 |

| Etnična sestava po popisu iz leta 2002 | Etnična sestava po popisu iz leta 2002 | Etnična sestava po popisu iz leta 2002 | Etnična sestava po popisu iz leta 2002 | Etnična sestava po popisu iz leta 2002 |
| -------------------------------------- | -------------------------------------- | -------------------------------------- | -------------------------------------- | -------------------------------------- |
| Srbi                                   | Srbi                                   |                                        | 642                                    | 97,27%                                 |
| Neznano                                | Neznano                                |                                        | 12                                     | 1,81%                                  |